# Александра Потър
Александра Потър (на английски: Alexandra Potter) е британска писателка на бестселъри в жанра любовен роман и чиклит.

## Биография и творчество
Александра Потър е родена на 8 май 1970 г. в Брадфорд, Западен Йоркшир, Англия. Баща ѝ Рей е инженер, а майка ѝ Анита е училищен секретар. Има по-голяма сестра – Кели. Обича да чете и опитва да пише още от училище.
Завършва Университета на Ливърпул с почетна степен по английска литература и филмово изкуство. През 1993 г. се премества в Лондон, за да работи като главен редактор на списание пъзел (за кръстословици и игри). В свободното си време пише статии, които публикува в известни издания, като „ELLE“, „Company“, „She“, „Cosmopolitan“, и др. След 5 години заминава за Сидни, Австралия, където шест месеца работи за австралийските списания „Vogue“ и „Cleo“.
В продължение на години мечтата ѝ е да пише романи, и през 1999 г. използва обедите и уикендите, за да пише. Изпраща първите три глави на различни издатели и получава положителни отговори. Напуска работата си и за шест месеца довършва романа.
Първият ѝ роман в стил чиклит „What's New, Pussycat?“ е публикуван през 2000 г. Той веднага попада в списъците на бестселърите и тя се посвещава на писателската си кариера.
Произведенията на писателката често са в списъците на бестселърите. Те са издадени в над 20 страни по света.
Александра Потър живее в Лос Анджелис и Нотинг Хил, Лондон.

## Произведения

### Самостоятелни романи
- What's New, Pussycat? (2000)
- Отпусни му края, Going La La (2001)
- Calling Romeo (2002)
- Любовен пасианс, Do You Come Here Often? (2004)
- Внимавай какво си пожелаваш, Be Careful What You Wish For (2006)
- Без гордост и предразсъдъци: [В търсене на истинския мъж...], Me And Mr. Darcy (2007) – награда „Джейн Остин“
- Ако върнеш времето назад: [и срещнеш предишното си аз, кого ще намериш?], Who's That Girl? (2009) – издадена и като „The Two Lives of Miss Charlotte Merryweather“
- Ти, който не си за мен, You're The One That I Don't Want (2010) – издадена и като „You're (Not) the One“
- Да започнем отначало: [когато съдбата ти дава втори шанс...], Don't You Forget About Me (2012)
- Индия – рецепта за любов, The Love Detective (2014)
- Love From Paris (2015)

### Разкази
- Не Strings Attached в „Night In Girl“